# Hygropoda bottrelli
Hygropoda bottrelli är en spindelart som först beskrevs av Alberto Barrion och James A. Litsinger 1995.  Hygropoda bottrelli ingår i släktet Hygropoda och familjen vårdnätsspindlar.
Artens utbredningsområde är Filippinerna. Inga underarter finns listade i Catalogue of Life.